# Häverödräkten

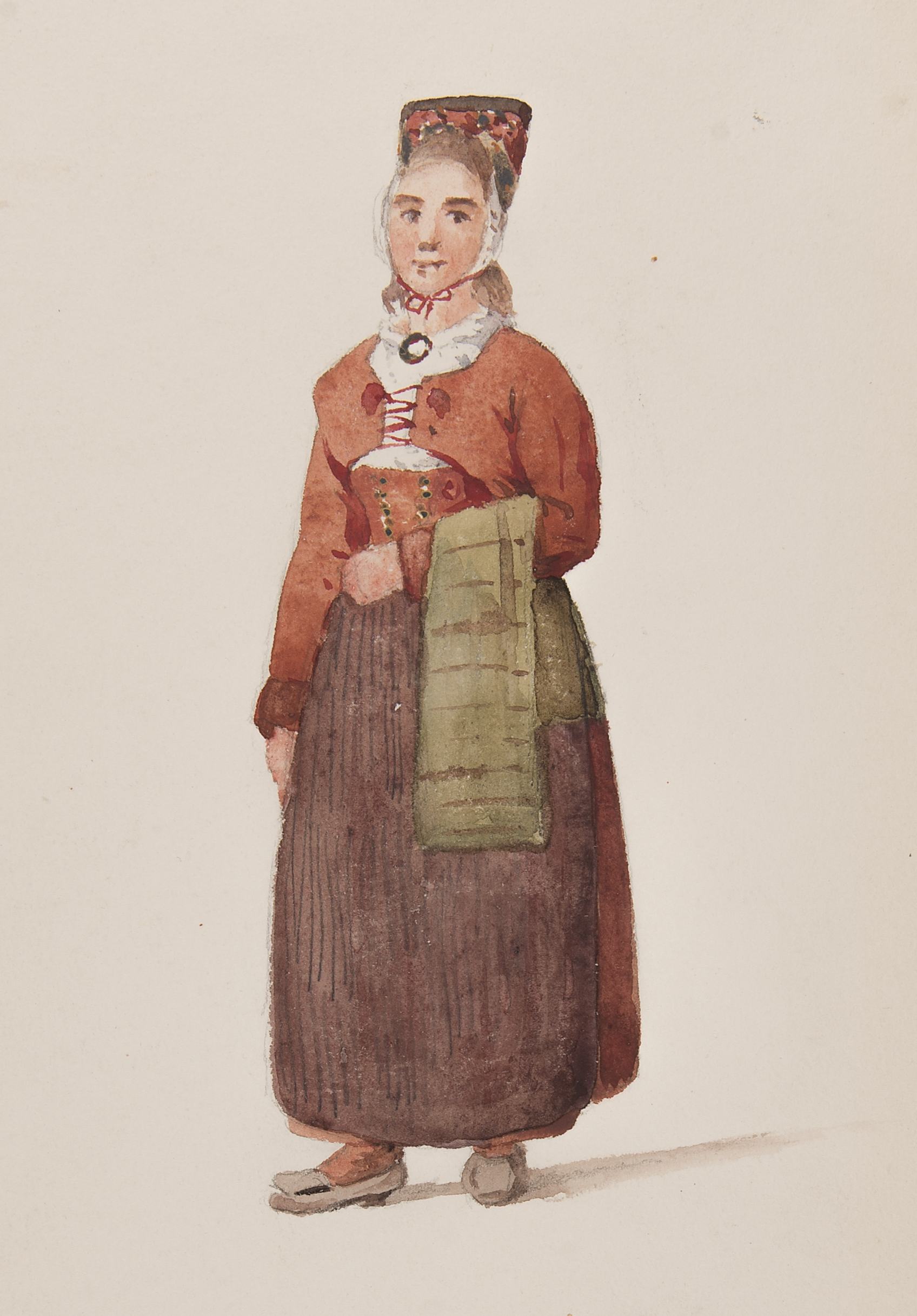
Dräkt. Kvinna framifrån i helfigur, Häverödräkt. Akvarell i storformat av Joseph Magnus Stäck.

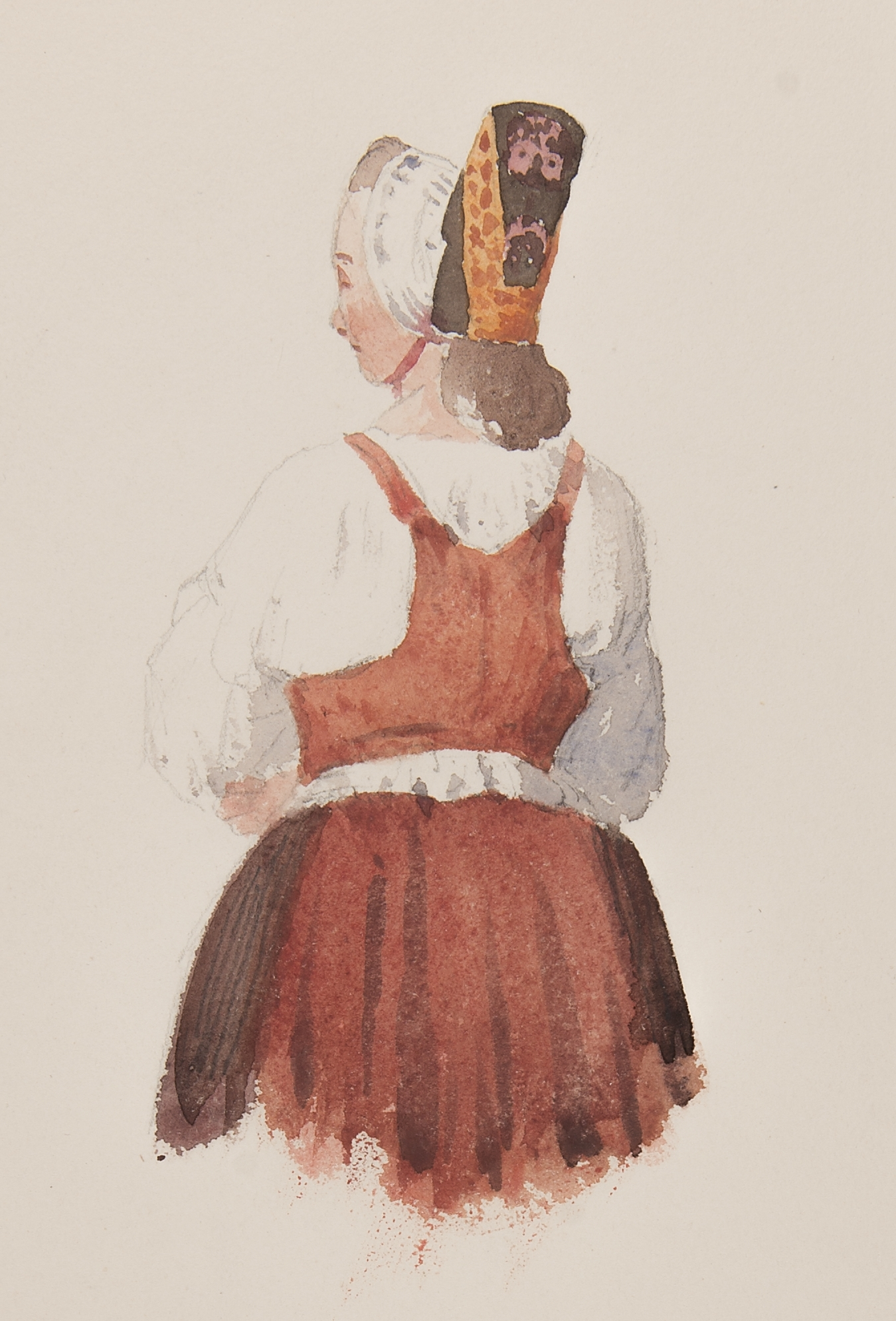
Dräkt. Kvinna bakifrån i halvfigur, Häverödräkt. Akvarell i storformat av Joseph Magnus Stäck.

Häverödräkten är en folkdräkt (sockendräkt) för Häverö socken, egentligen ursprungligen utmärkande för hela Väddö och Häverö skeppslag.
Häverödräkten är vid sidan av Tjocködräkten den enda verkligt särpräglade Uppländska dräkten med tydlig koppling i ett lokalt dräktskick. Dahlström skriver år 1863 att tre dräkter, "hvilka hvar på sin ort" ännu är i bruk i Uppland: den första en dräkt buren av en kolbonde från Roslagen, den andra från Tierp och den tredje är Häverödräkten.
Uppsalastudenten Frans Theodor Noréus beskrev under en resa i Roslagen 1832 Häveröbornas egna klädsel, som serdeles bland qvinnorna bibehållet sig osmittade af nyare tidens mode-lust och fåfänga, denna kräfta, som i så många orter undergräfver både charakter och oeconomisk bestånd. Att se ett helt folk i samma drägt, - kanske ett tecken till samma anda och lynne, eller till det minsta att någon gnista deraf finnes - är lika skönt, som det börjar blifva ovanligt och rart.
Just i Häverö bibehöll sig längst en egen landskapsdräkt. I Roslagen, speciellt Häverö socken, bibehöll sig folkdräkten måhända längre än i landskapet i övrigt. Häverödräkten lades fullständigt bort ur vardagligt bruk under 1800-talets senare hälft. Tack vare i god tid bedriven forskning är såväl Häverös manliga och kvinnliga högtidsdräkter kända och inom Nordiska Museet bevarade.

## Häverö kvinnodräkt
Ännu på 1860-talet bar åtminstone kvinnorna den särpräglade Häverödräkten i vardagslag.

### Högmössa
Bland de mest utmärkande plagget märks kvinnodräktens högmössa. Dess ursprung är okänt, enligt reseskildringar bars liknande mössor allmänt i Halland på 1750-talet. Huvudbonaden har som typ troligen uppstått omkring 1700.. En beskrivning från 1805 lyder:
I Häfverö hafva de et särskilt slag mössor på hvilka den höga kullen är hoptryckt och utgör en på tvären stående kamm.

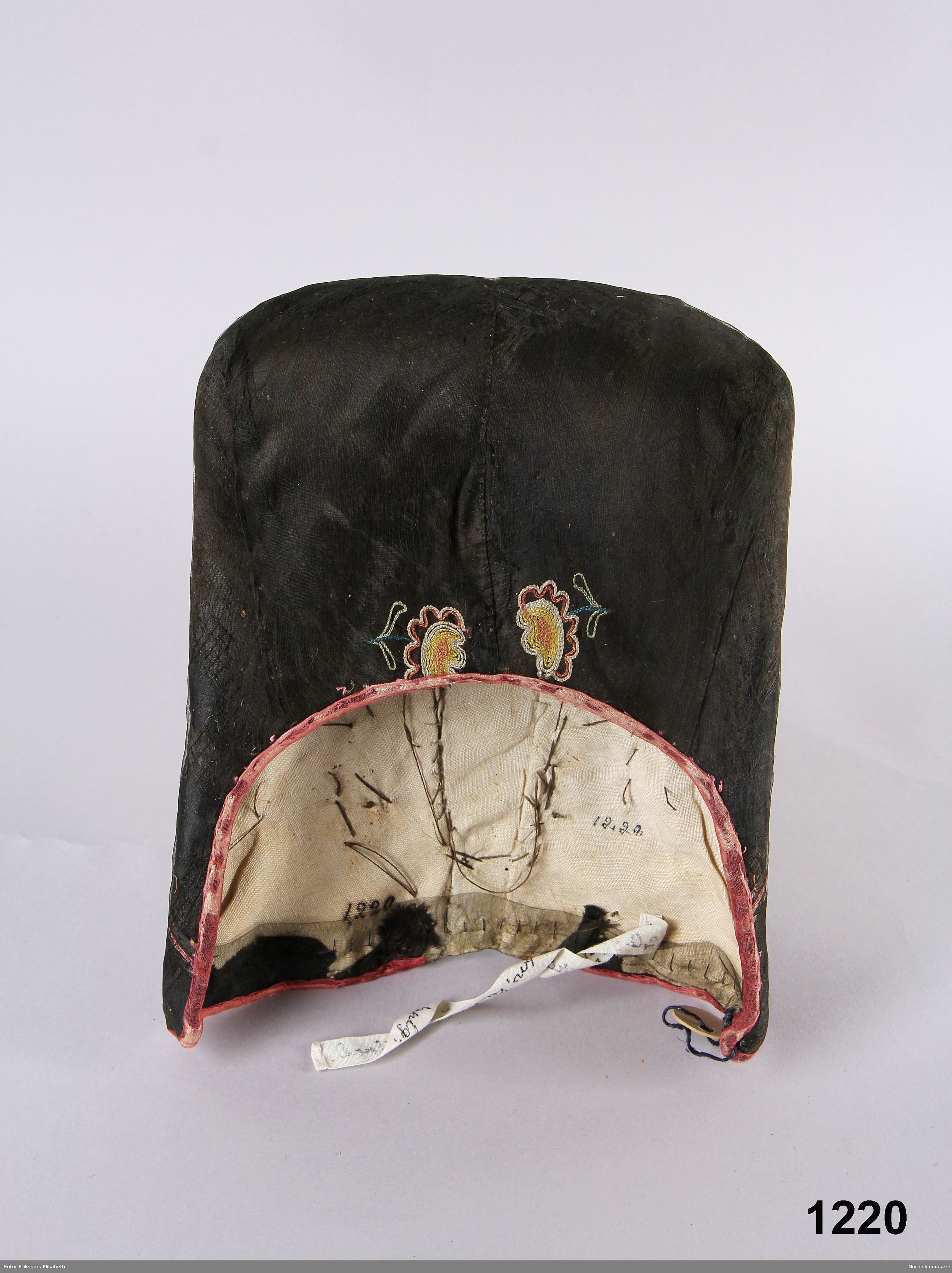
Broderad svart högmössa med band.
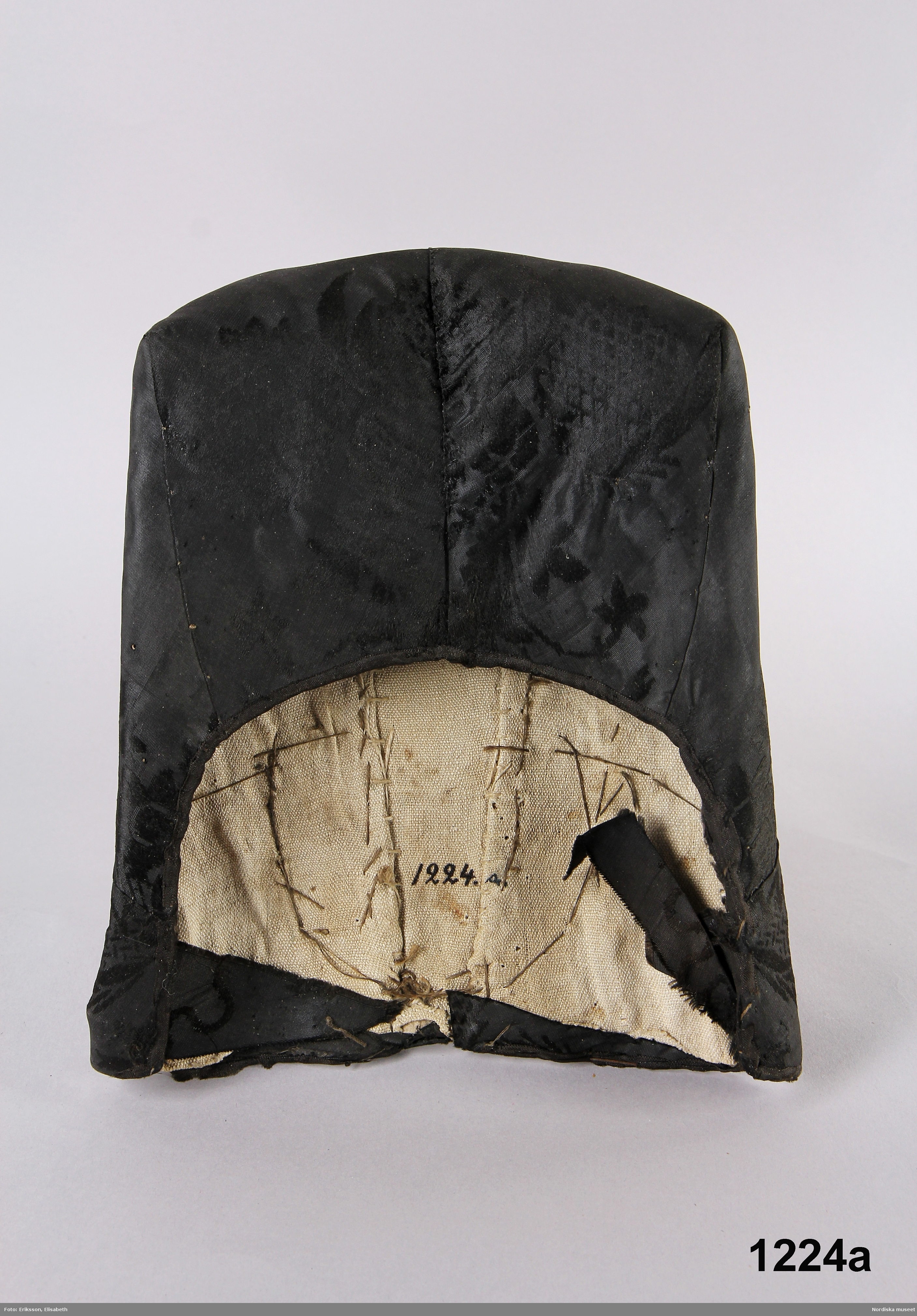
Högmössa med svart band och spets (stycke) fäst vid mössan.
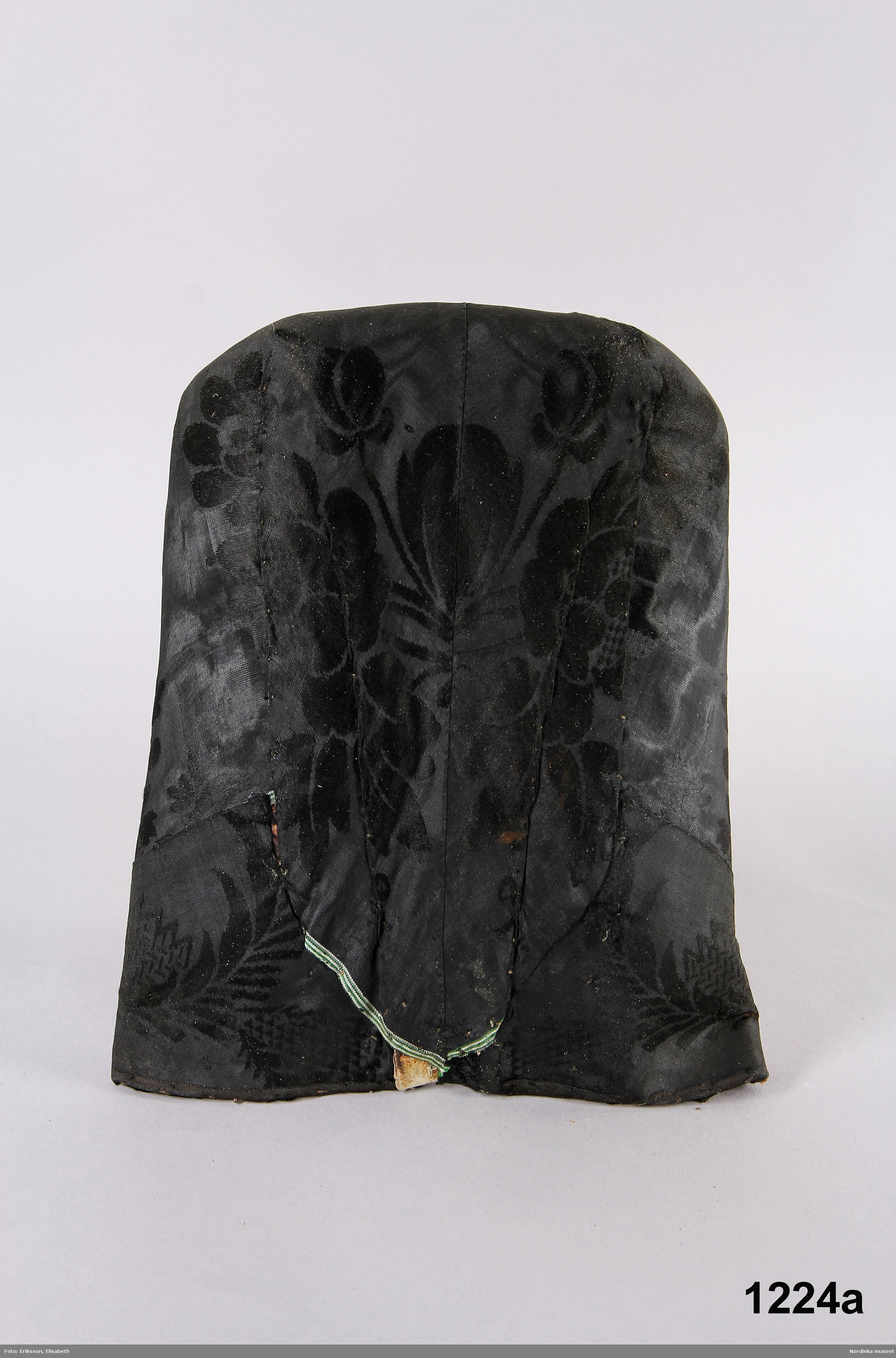
Högmössa med svart band och spets (stycke) fäst vid mössan. Baksida.

### Handskar
Handskar i klarblått sämskskinn finns bevarade hos Nordiska museet. Silkesbroderade handskar var standardgåva som köptes av fästmannen till sin blivande brud. [källa behövs]

### Övrigt
Armknappar och små silverprydnader i halsduken nyttjas allmänt i hela skärgården, "äfven af smärre barn".

## Häverö mansdräkt, 1820- och 1830-tal
År 1805 kunde ej en "viss landskaps drägt ... sägas vara antagen". Vid tiden omkring 1820- och 1830-talen erinrade Häverömannens dräkt i mångt och mycket om den manliga Vingåkersdräkten. Denna dräkt förekom i bruk åtminstone på 1820-talet och nyttjades möjligen ännu så sent som 1868.

### Rock

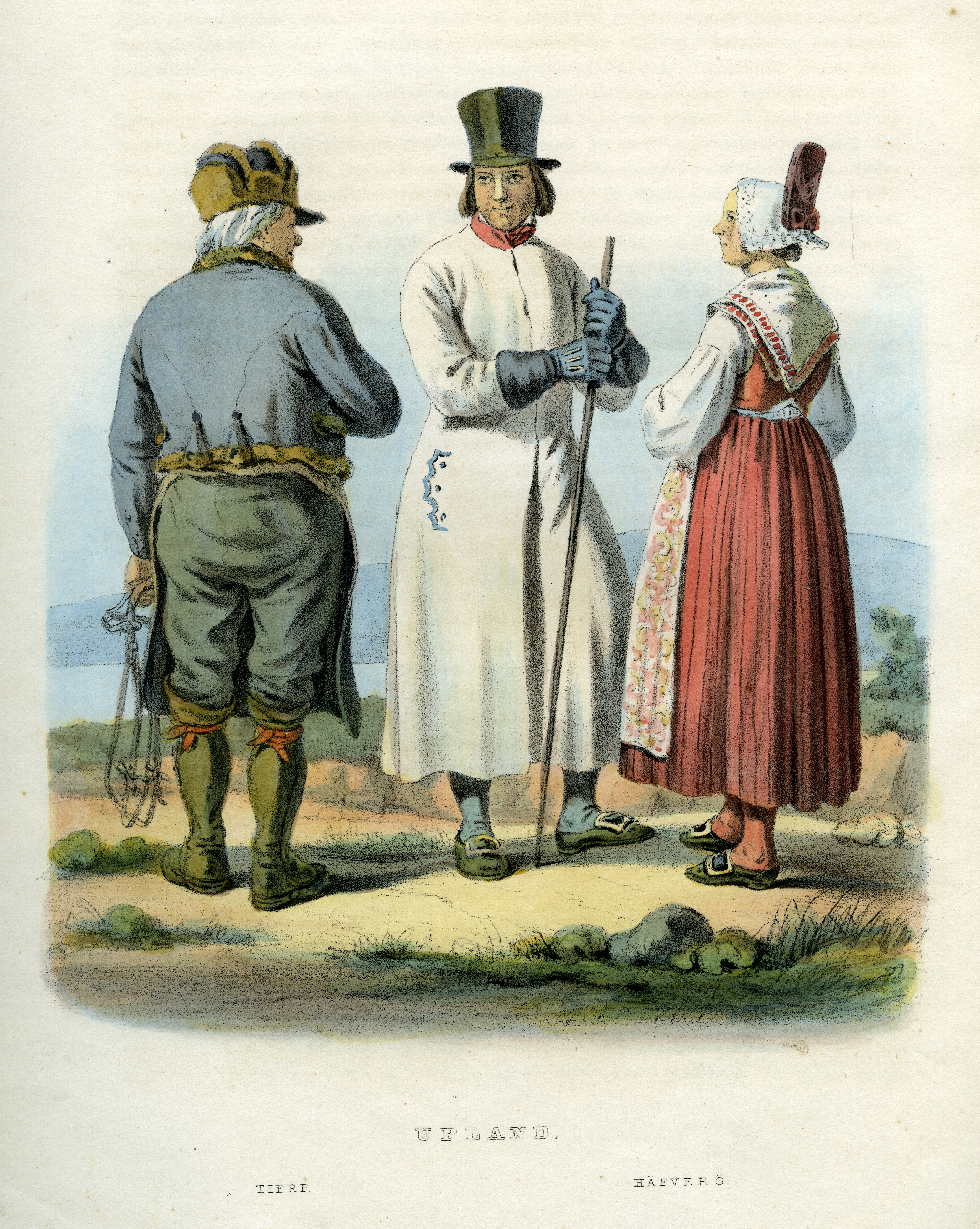
Man och kvinna iförda Häverödräkt. Mannen i mitten är en Häveröbonde iklädd högtidsdräkt. Han bär vit rock med hög röd krage, hög svart hatt, blå handskar, blå knästrumpor och spännskor.

Till Häverö mansdräkt hör en rock med dunkel historia. En äkta Häveröbonde klädde sig vid denna tid i en lång vit rock av vadmal, vilken sammanhölls över bröstet med hakar och hyskor och nådde över bröstets mitt. Dessa rockar har beskrivits ha blå knappar och uppslag, och haft ett mer allmänt bruk innan år 1805 då de "nyttjas af äldre män". Blå kläder utgjorde vid denna tid "nu den vanliga högtidsdrägten". Vita långrockar med blå kantband "har vi hört en dunkel tradition berätta förr varit använda av bl.a. trästabönderna." Från Vingåkerkarlens helgdagsrock skiljer sig Häverörocken huvudsakligen genom att:
- snedfickor anbringats åt plaggets framstycken
- ärmuppslagen samt kragen hade stundom en högröd färg.

Till denna utstyrsel, som bars även vid högtidliga tillfällen, bars:
- en smårandig, övervägande röd väst med ståndkrage. På sista tiden blanka mässingsknappar.
- lågskor med metallspännen
- byxor av skinn
- vita, eller även blå stickade ullstrumpor
- lågskor med metallspännen
- samt en hög svart filthatt, som vid festligheter inomhus utbyttes mot en röd, stickad toppmössa.

Landskapsmålaren Carl Andreas Dahlström skrev år 1864 om rocken:
Och sannolikt är, att Häfverö, liggande vid hafvet varit ett tillhåll för Vikingar hvilkas hvita och för höfdingarne med rödt utsydda mantlar, vi återfinna i Häfveröboens hvita rock med sin röda krage.
Även August Strindberg ger år 1882 en liknande beskrivning av rocken:
Dessa häfveröbor klädde sig länge liksom vingåkrarne i hvita rocker med röda lister, hvilket af etnografer anses vara en lemning från vikingatiden, då dessa sjöröfvare voro klädde i hvita kappor med röda border.
På en akvarell målad 1873 av Johan Zacharias Blackstadius, skänkt till Nordiska museets samlingar, framställs en Häverökarl iklädd en vit rock utan krage, men med stora slag och röda knapphål, röd väst med ståndkrage och mörkblå långbyxor. Denna akvarell går ej att återfinna i Nordiska Museets samlingar.[källa behövs]
Folkslivsmålaren Johan Josef Malmberg är känd för att ha målat fem folklivsskildringar från Häverö. Flera av dessa tavlor har Häverörocken som motiv:
| Mormor på besök av JJ Malmberg (beskuren) |
| Mormor på besök (1876) Mansdräkt som är påfallande åderdomlig och i bevarat dräktmaterial okänd. Lång vit rock utan krage, relativt lång dubbelknäppt väst och knäbyxorna med smal lucka.[källa behövs] |

| På väg till sockenkyrkan av JJ Malmberg |
| På väg till sockenkyrkan (186?)         |

| Spelande bönder av JJ Malmberg (beskuren) |
| Spelande bönder (1863)                    |

| Interiör med nyckelharpsspelman och ett barn JJ Malmberg |
| Interiör med nyckelharpsspelman och barn (1864)          |

| Domaredansen med utpräglade sockendräkter av JJ Malmberg                                     |
| Domaredansen (1865) Den enda kända folklivsbilden från Uppland med utpräglade sockendräkter. |

## Häverö mansdräkt, kyrkdräkt
Denna dräkt kom i bruk efter 1830 och bars vid kyrkobesök. Den har även burits av ungdom vid dansgillen och smärre festligheter, och därav beskriven som "ungdomsdräkt". De äldre tycks har föredragit den långa vita vadmalsrocken då den "mera överensstämmande med deras ålder och värdighet".

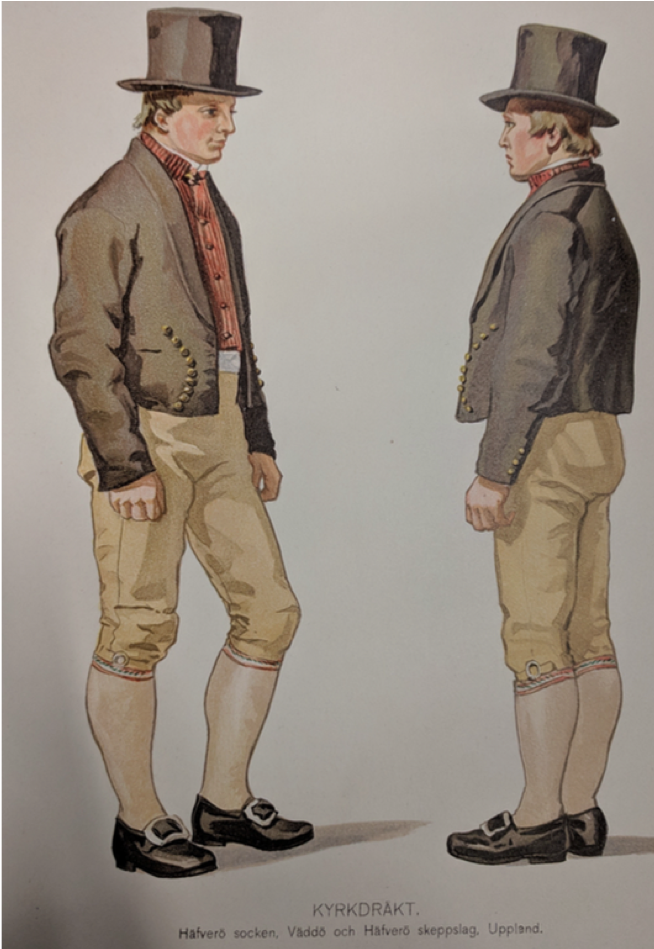
Man i iklädd Häverö mansdräkt (1907).

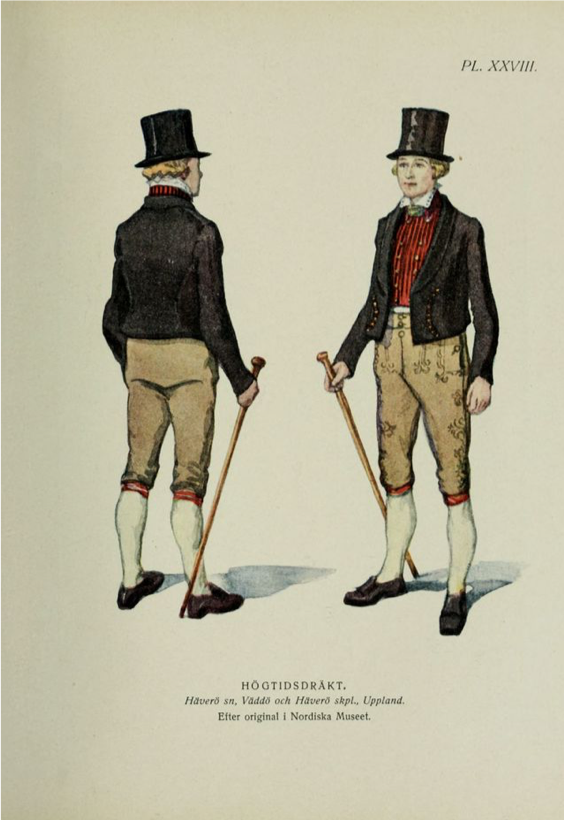
Man iförd Häverö mansdräkt (1921).

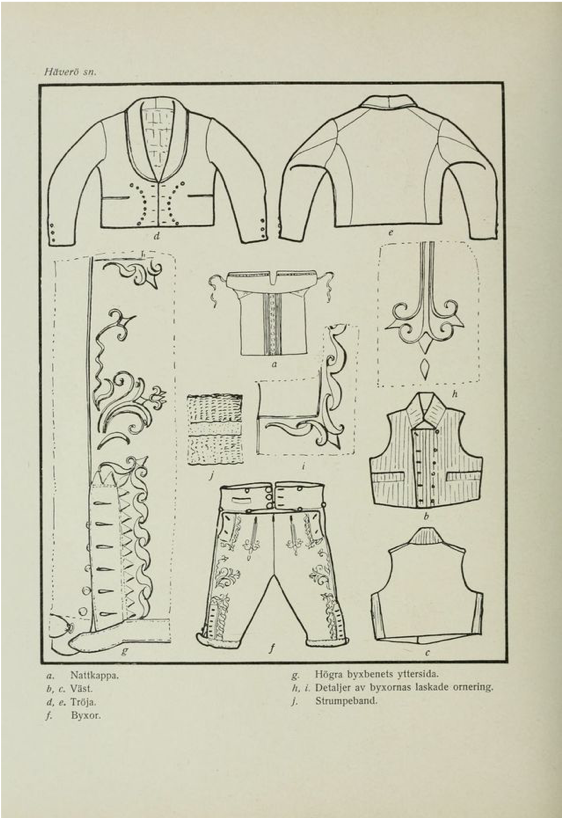
Mönster över Häverö mansdräkt (1921).

### Byxor
Till dräkten hör knäbyxor av sämskskinn. Byxor av älghud med laskad ornering, bred lucka samt mässingsknappar finns beskrivna. Inga byxor finns bevarade från Häverö.
Under 1840-1850-talen insmög sig långbyxorna, vilka kom så pass tidigt i bruk, att de, utan att det väckte uppseende kunde bäras till den stora dräkten.     

### Huvudbonad
Cylinderhatt av svart filt.
Den höga hatten var en statussymbol som började dyka upp på landsbygden under 1800-talets andra hälft.[källa behövs]

### Tröja / Jacka
Tröja av svart kläde med gula metallknappar. Slag och dubbla knapprader.
Jackan påminner om empirtidens dräktväsen, kanske närmast förmedlat av soldatuniformerna, och kan följaktligen ej vara äldre än från 1800-talets början.

### Nattkappa
Under 1840- och 1850-talen började nattkappan användas till Häverömännens dräkt. Detta plagg kallades även chemisett, och som i den manliga dräkten hade samma användning som överdelen i den kvinnliga. Nattkappan har mellanspets.

### Skor
Lågskor med överfallande plös.

### Strumpor
Vita ullstrumpor samt röda och vita strumpor med vävda strumpeband.
Det finns idag inte några bevarade mansstrumpor från Häverö.[källa behövs]

### Strumpeband
Vävda strumpeband i rött och vitt.

### Väst
Livstycket av rött och svart smalrandigt ylletyg med öppetstående ståndkrage och dubbla knapprader. Knapparna är av gul metall med ett ankare. Västen har även beskrivits som randig "i rött och gult".
Påverkad av modet under 1830- och 1840-talet fick västen slutligen bakstycke av vit linne- eller bomullsväv och förlorade därigenom den gamla livstyckeformen.